# 近藤譲
近藤 譲（こんどう じょう、Jo Kondo 1947年10月28日 - ）は、日本の現代音楽の作曲家、音楽評論家。東京都出身。

## 略歴
1947年、東京に生まれる。一切の自作が何もなかったため、最初に長谷川良夫へ、後に南弘明に師事。1972年、東京藝術大学音楽学部作曲科を卒業。ロックフェラー三世財団フェローシップにより、1977年から1978年にかけてニューヨークに滞在。1979年、カナダ政府の招きにより、ヴィクトリア大学にて講義。東京芸術大学、エリザベト音楽大学、お茶の水女子大学の各所で教鞭をとり、川島素晴やペーター・ガーンほかの弟子を育てた。1986年、イギリス政府フェローシップによりロンドンに滞在。ケルン大学の音楽学研究室で故シュトックハウゼンに代わって現代音楽の講義の招待を受ける。1987年、アメリカ合衆国コネチカット州、ハートフォード大学音楽学部にて、レジデントアーティスト。『音楽の零度――ジョン・ケージの世界』（朝日出版社、1980年 ISBN 4255800480）などの翻訳もこなし、アメリカの学術雑誌『コンテンポラリー・ミュージック・レヴュー』のアシスタント編集を務める。ドナウエッシンゲン音楽祭作曲夏期講習会においても講義を行う。2000年、ダーティントン国際夏期音楽学校の作曲クラスを受け持ちガウデアムス国際作曲賞の審査。2005年、第3回ソウル国際作曲コンクールの審査員として韓国に渡り、自作を語るセミナーを行った。お茶の水女子大学では一時期、副学長へ選出。2013年3月17日、お茶の水女子大学で最終講義とピアノコンサートが行われた。現在は昭和音楽大学で教鞭をとる。
これまでに160曲以上の作品を出版しており、編成はソロからオーケストラ、合唱、邦楽、舞台作品に渡る。その多くは、日本、北アメリカ、ヨーロッパにて演奏されており、録音はhat(now)ART、ALM、フォンテック、ドイツ・グラモフォン、Wergoなどのレーベルから出版されている。ヴィッテン現代音楽祭などをはじめとする多くの国際音楽祭に出品し、ロンドン・シンフォニエッタ、フィルハーモニア管弦楽団、NHK交響楽団、アルディッティ弦楽四重奏団など様々な団体に演奏され、アイヴズ・アンサンブル、ヌイウ・アンサンブル、尾高忠明、高橋アキなどから作品の委嘱を受けている。また、アンサンブル・ムジカ・プラクティカを組織し、多くの現代音楽を紹介した。NHK-FM では1980年代から長年海外現代音楽特集の解説を務めている。ポール・ズコフスキーとは交流も深く、アメリカからリリースされているCD(cp2 recordings)はズコフスキー生前の監修によるものである。近藤はこの世代の中では最も積極的に音盤の製作を重視している。現在はアンサンブル・ムジカ・プラクティカの後継となったアンサンブル・ノマド、打楽器クインテットネクサス、アンサンブル・ボワ、アンサンブル・ラール・ポール・ラール、東京現音計画、ヴォクスマーナほかの団体の委嘱を受けて作曲している。
1979年以降、近藤の音楽に対する美学や作曲の構想に基づいた著作が出版され続けている。『線の音楽』（朝日出版社 エピステーメー叢書、1979年）は前衛とポスト前衛を分け隔てた名著 とされ、同名のレコードがすでに発売されていたことも含めて話題となり、高橋悠治によるアルバム全体の評論が残された。「『書くこと』の衰退」は 2000年に大学入試センター試験本試験国語 I・II 現代文の出典にも用いられた。エピステーメー叢書発表以前の自作は、未出版作品リスト行きになったと考えられている。著作はもっぱら対談
や今日の音楽文化への提言といったものがほとんどで、自作による初演時のプログラムノートも全て残されている。彼は「地峡」を作曲した当時《聞き手が所望しないにもかかわらず、演奏されるアンコールのために作曲》という文章 を残した。書かれたものだけではなく、シンポジウムやインタビューやNHK-FMの海外現代音楽特集で話されたものも数多く、ヨーク大学音楽出版社のサイトには60歳記念のインタビューが掲載されている。2014年には「線の音楽」がアルテスパブリッシングから復刊され、同名のアルバムもCD復刻された。
「しかしその後、線の音楽の方法論によらない極めて高度な対位法を用いた作品」 が作曲されたという指摘や、「90年代以降の作品では、かなり複雑な音響が作られ作品ごとに従来聞かれなかった新しい質」が増えたという指摘 などがあっても、近藤は「言語で考えるのではない或る一つ目の音が頭に浮かぶのを待」ち、「二つ目の音を置くときに、何故その音が良いと思うのか、適切だと思うのか?」を『線の音楽』以後の全生涯にわたって主張している。その後は「ともかく、私は二つ目の音を思いついたら今度は一つ目と二つ目の音を聴いて三つ目の音を、三つ目の音を思いついたら一つ目、二つ目、三つ目を聴いて四つ目の音を、、、」といった手続きで作品全体が作曲される。「ここで終わりかなと思ったところで終わる。そこには、さしたる意味はない」 と、終止すら事前には予期されていない。

## 受賞歴
- 1969年 - 第4回日独現代音楽作曲コンクール第3位 (東京)
- 1971年 - 音楽之友社創立30周年記念作曲賞佳作 (東京)
- 1982年 - ＜ミュージック・トゥデイ＞第10回記念国際作曲賞ファイナリスト (東京)
- 1991年 - 尾高賞 (東京)
- 1995年 - ISCM世界音楽の日々入選 (ドイツ・ルール地方)
- 2001年 - ISCM世界音楽の日々入選 (国際審査員として, 横浜)
- 2002年 - ISCM世界音楽の日々入選 (香港)
- 2005年 - 中島健蔵音楽賞 (東京)
- 2012年 - アメリカ芸術文学アカデミー外国人終身名誉会員 (アメリカ合衆国・マサチューセッツ州ケンブリッジ)
- 2018年 - 芸術選奨文部科学大臣賞 (東京[23])
- 2020年 - 第74回毎日出版文化賞特別賞 (東京, 『ものがたり西洋音楽史』へ[24])
- 2024年 - サントリー音楽賞[25]
- 2024年 - 文化功労者[26]

## ディスコグラフィー選
- 近藤譲作品集「忍冬」- 現代日本の作曲家シリーズ 7 (Fontec, CD)
- Jo Kondo: Mulberry, In the Woods and In Summer (CP2 Recordings, CD)
- Jo Kondo: Hagoromo (CP2 Recordings, CD)
- Jo Kondo: Standing, Sight Rhythmics and Under The Umbrella (CP2 Recordings, LP)
- JO KONDO, CRAIG PEPPLES conducted by PAUL ZUKOFSKY (CP2 Recordings, CD)
- 近藤譲合唱作品集 2017 (ALM Records, CD)
- 近藤譲作品集「表面・奥行き・色彩」2012 (ALM Records, CD)
- 近藤譲作品集「線の音楽」2014 (LPの再発 ALM Records, CD)
- 近藤譲作品集「夏に」2007 (ALM Records, CD)
- 近藤譲作品集「彼此(おちこち)」1996 (ALM Records, CD)
- 近藤譲作品集「横浜」1991 (ALM Records, CD)
- 近藤譲鍵盤曲選集 1994 (ALM Records, CD)
- 近藤譲作品集 「梔子」1998 (ALM Records, CD)
- 近藤譲作品集「オリエント・オリエンテーション」(ALM Records, CD)
- 近藤譲作品集「空の眺め」2000 (ALM Records, CD)
- 近藤譲作品集「ブルームフィールド氏の間化」2024 (LPの再発 ALM Records, CD[27])
- Norio Sato plays Yuji Takahashi and Jo Kondo, (ALM Records, LP)
- 近藤譲作品集「時の形」2024 (LPの再発 ALM Records, CD[28])
- Jo Kondo: Chamber Music - Ensemble L'Art Pour L'Art (hat(now)ART, CD)
- Jo Kondo: Works For Piano - Satoko Inoue (hat(now)ART, CD)
- Jo Kondo: Bonjin - Chamber Music, Ensemble L'Art Pour L'Art (Wergo, CD)
- Quatuor Bozzini Canons and Hoquets, (Collection QB、CD. 他にハワード・スケンプトンの作品を収録[29]。)
- Satoko Inoue Presents Jo Kondo's New Works For Piano[30]
- 近藤譲室内楽作品選集「昼と夜」2023 (ALM Records, CD[31])

## 作曲作品
近藤の作品は全音楽譜出版社、ソニックアーツほかから過去散発的に出版されていたが、現在はペータース音楽出版社と未出版作品以外は全作品がヨーク大学音楽出版社から入手が可能である。

### ヨーク大学音楽出版社
- 舞台作品 
  - Hagoromo 羽衣 (室内オペラ)
- オーケストラ 
  - ブレイス・オブ・シェイクス[33]
  - パリンプセスト
  - Birdphone Functions 鳥楽器の役割
  - In the Woods 林にて
  - In Summer 夏に
  - Mulberry 桑
  - Pastoral 牧歌
  - A Rock and A Bird 岩と鳥 (吹奏楽)
  - A Shape of Time 時の形 (ピアノと管弦楽)
  - Sleeping Venice 眠るヴェニス (マンドリンオーケストラ)
  - To the Headland 岬へ (室内オーケストラ)
  - When Wind Blew 風がでたとき
- 大編成アンサンブル(11人以上) 
  - Antiphon: Tie the Three Colours in Three Knots アンティフォナ：3つの色の3つの結び目
  - Frontier フロンティア
  - Hunisuccle 忍冬(すいかずら)
  - Left Bank 左岸
  - Pamphonos 汎音
  - Quickstep and Slow Ending クイックステップと緩やかな終結
  - Res sonorae レス・ソノレー
  - Serenata secca con obbligato セレナータ・セッカ・コン・オブリガート
  - Surface, Depth and Colour 表面、奥行き、色彩
  - Syzygia シジジア
  - Untitled 無題
- 中規模アンサンブル(8－10人) 
  - Albizzia 合歓
  - Monochromy モノクロミー
  - Paregmenon パレグメノン
  - Pillars of Time 時の柱
  - A Prospect of the Sky 空の眺め
  - The Serotinous 晩い訪れ
  - Holzwege 杣径 (そまみち)
  - Still Life 静物
  - Threadbare Unlimited スレッドベア・アンリミテッド
  - Variations (triskelion)変奏曲（三脚巴）
- 室内楽(4－7人) 
  - A Birthday Toast 誕生日に乾杯
  - Albiga アルビガ
  - Aesculus 橡(とち)
  - Antilogue アンティローグ
  - Beginning, Middle And End 始め、中、終わり
  - Birthday Hocket 誕生日のホケット
  - Contour Lines 等高線
  - Diptych 二折
  - Dots And Lines 点と線
  - Falling フォーリング
  - Fern 羊歯(しだ)
  - Gardenia 梔子(くちなし)
  - Her 彼女の-ジョン・ケージ『季節はずれのヴァレンタイン』への前奏曲
  - Hypsotony ヒプソトニー
  - In Medias Res イン・メディアス・レス
  - An Insular Style 島の様式
  - Isthmus 地峡
  - Knots 結ぼれ
  - Mr. Bloom Field, His Spacing ブルームフィールド氏の間化
  - Oneiric Prosody 夢の詩
  - Pass パス
  - Prolegomenary Verses 序詩
  - A Scribe 書記
  - Strands I 撚り I
  - Terracina テラチーナ
  - Theatre 劇場
  - The Shadow of a Shade 空の空
  - Words 言葉
  - Yarrow ヤーロウ
  - Yokohama 横浜
- 三重奏、二重奏
  - Aquarelle 水彩
  - A Crow 烏
  - Causes and Effects 原因と結果
  - Dandelion-Clock-Work ダンデリオン・クロック・ワーク
  - Dartington Air ダーティングトン・エアー
  - Dithyramb ディシラム
  - Durante l'inverno 冬の間に
  - Duo 二重奏曲
  - Forme semee 散形式
  - Helleborus ヘレボルス
  - High Song 高い歌
  - Ilex 冬青(そよご)
  - Near and Far 彼此(おちこち)
  - Orient Orientation オリエント・オリエンテーション(東洋案内)
  - Pergola ペルゴラ
  - Perpetual 無窮
  - Petteia ペッテイア
  - Quire 帖
  - A Shrub 潅木
  - Standing スタンディング
  - Strands II 撚り II
  - Strands III 撚り III
  - Trigraph トライグラフ
  - Trio (The Moor) 三重奏曲「荒地」
  - Tryne トライン
  - Twayn トゥウェイン
  - Winsen Dance Step ウィンゼン・ダンス・ステップ
- 独奏曲 
  - A Contemplation 観想
  - A Song for the Owl 梟の歌
  - A Straw Hat Dance 麦藁帽子の踊り (ハープとピアノ版がある)
  - Ars brevis アルス・ブレヴィス
  - Boukoliasmos ブーコリアスモス
  - Calamintha カラミンサ
  - Click Crack クリック・クラック
  - Caccia カッチャ
  - Caccia soave カッチャ・ソアヴェ
  - A Dance for Piano 'Europeans' ピアノのための舞曲「ヨーロッパ人」
  - Dance(s) for organ 舞曲
  - Gamut ギャマット
  - High Window 高窓
  - In Early Spring 早春に
  - In Autumn 秋に (ピアノ版)
  - In nomine (Berceuse á la Lesnewski) イン・ノミネ（レスニェフスキー風子守唄）
  - Interlude 間奏曲
  - Metaphonesis メタフォネーシス
  - Novitas mundi ノヴィタス・ムンディ
  - One and a Half Preludes 1+1/2前奏曲
  - Pomegranate 柘榴
  - Ritornello リトルネッロ
  - Short Summer Dance 夏の小舞曲
  - A Straw Hat Dance 麦藁帽子の踊り
  - Tango mnemonic 記憶術のタンゴ
  - Tennyson Songbook テニスン歌集
  - Three Songs from 'New Buds on the Elderberry Tree' 「接骨木の新芽」の3つの歌 Cl.
  - Three Songs of the Elderberry Tree 3つの接骨木の歌 Vn, [Perc.]
  - Three Winter Months 三冬
  - Trochaic Thought 長短賦
  - Vox humana 人間の声
- 打楽器 
  - Eight Categories 8つの範疇
  - Luster Gave Her the Hat And He And Ben Went Across the Backyard ラスターは彼女に帽子を渡し、そして彼とベンは裏庭を横切っていった 3 marimbas
  - Nocturnal ノクターナル
  - Pendulums 振子
  - Under the Umbrella 傘の下で
  - A Volcano Mouth 火口
  - Wait ウェイト
- 声と楽器 
  - Bonjin ボンジン
  - Four Short Poems of Louis Zukofsky ルイス・ズコフスキーの4つの短詩
  - Hana-tatibana 花橘（3つの対位法的な歌と2つの間奏）
  - I Sent Thee Late アイ セント ジィー レイト
  - Lotus Dam ロータス・ダム
  - New Buds On the Elderberry Tree 接骨木(にわとこ)の新芽
  - Six Poems of Mokichi Saito 茂吉の歌六首
  - Three Songs Tennyson Sung テニスンが詠った歌三篇
- 合唱 
  - Dawn 曙光
  - Snow's Falling 雪が降ってゐる
  - Soupir 嗟嘆
  - Three Sappho Fragments サッフォーの三つの詩片
  - Two Pieces 混声合唱のための2つの小品
  - Two Songs 女声合唱のための歌二篇
- 邦楽器 
  - Dance(s) for 2 sho and u 舞曲
  - Jo-ka 壌歌
  - In Autumn 秋に
- テープ
  - Riverrun リヴァラン
  - Tokyo Bay 東京湾

### ペータース音楽出版社
- An Elder's Hocket 老人のホケット
- Retard リタード
- The Shape Follows Its Shadow 形は影にしたがう (2台ピアノのための初版)
- Sight Rhythmics 視覚リズム法 Tba, Banjo, Steel Dr, elec.Pf, Vn
- Sight Rhythmics 視覚リズム法 Pf solo
- Walk 歩く 1976 Fl, Pf
- Walk 歩く 1976 Pf solo

### 未出版作品
ヨーク大学音楽出版局の作品リストからは抜かれているが、これには本人のデビュー作や出世作が含まれ録音も存在する。ノン・プロジェクションの楽譜は散逸している。
- 1968 Monologue and Five Instruments モノローグと5つの断片 for flute and piano
- 1969 Fields フィールズ for 2 amplified prepared pianos and amplified flute
- 1969 String Quartet 弦楽四重奏曲 for 2 violins, viola and violoncello
- 1970 Breeze ブリーズ for 9 players (2 flutes, 2 clarinets, cello, double bass and 3 percussionists)
- 1970 Modulation モジュレーション for double bass, piano, sho and cowbell
- 1970 Summer Days 夏の日々 for clarinet and tape
- 1971 Air I エアーI for amplified piano with trumpet
- 1971 Air II エアーII for 1 or 3 percussionist(s)
- 1971 For Piano Players ピアノ奏者のために for x pianos
- 1971 Non-Projection ノン・プロジェクション for 2 pianos and orchestra (散逸)
- 1971 Never Return ネヴァー・リターン for tape
- 1972 Courtesy 礼節 for 2 guitars and double bass
- 1972 Out アウト for alto trombone and foot drum
- 1972 Spacing Inaudible スペーシブル・インオーディブル for violin, guitar, bongo
- 1974 Ashore 岸辺へ for tape, flute, piano, electronic organ, harp, double bass, percussion and harmonica
- 1974 Mine マイン for traditional recital hall (mixed chorus)
- 1975 False Positions にせの境地 for 4 singers, percussion, synthesizer, electronic organ, and electronic piano
- 1977 Kekai Sekai 花華世界 for mixed chorus

## 書籍

### 著書
- 『線の音楽』朝日出版社、1979年, アルテスパブリッシングより再販。
- 『音楽の種子』朝日出版社、1983年
- 『耳の思考―現代音楽の意味場』青土社、1985年
- 『“音楽”という謎』春秋社、2004年
- 『音を投げる―作曲思想の射程』春秋社、2006年
- 『〈音楽家の耳〉トレーニング (Part1)』（共著）春秋社、2008年
- 『〈音楽家の耳〉トレーニング (Part2)』（共著）春秋社、2008年
- 『聴く人(homo audiens)──音楽の解釈をめぐって』アルテスパブリッシング、2013年
- 『ものがたり西洋音楽史』 (岩波ジュニア新書892) 岩波書店, 2019年

### 対談集
- 『エピステーメー』1978年 11月号 特集 音の生理 音楽の現在 (対談相手の中に近藤が含まれる。) 朝日出版社、1978年
- 『現代音楽のポリティックス』 (小林康夫編集、対談相手の5人の内の1人が近藤である。) 書肆風の薔薇、1991年
- 『作曲家がゆく 西村朗対話集』(対談相手の中に近藤が含まれる。) 春秋社、2007年

### 校訂楽譜
- エリック・サティ・ピアノ・ソロ 春秋社、1986年
- エリック・サティ・ピアノ・デュオ 春秋社、1986年
- スコット・ジョプリン・ピアノラグ 春秋社、2007年

### 翻訳
- R.バンガー『ウエル・プリペアド・ピアノ』(共訳) 全音楽譜出版社、1978年
- J.ケージ『音楽の零度――ジョン・ケージの世界』翻訳、朝日出版社、1980年
- D.ヒューズ 『ヨーロッパ音楽の歴史―西洋文化における芸術音楽の伝統 (上巻) 』朝日出版社、1986年
- D.ヒューズ『 ヨーロッパ音楽の歴史―西洋文化における芸術音楽の伝統 (下巻) 』朝日出版社、1986年
- M.E.ボンズ『「聴くこと」の革命: ベートーヴェン時代の耳は「交響曲」をどう聴いたか (叢書ビブリオムジカ) 』(共訳) アルテスパブリッシング、2015年

## 関連文献
- Benítez, Joaquim M. 1998. "L'oreille orientale et la musique de l'Ouest: Entretien de Joaquim M. Benitez avec Jo Kondo". Études 389, no. 4 (no. 3914; October): 369–77.
- Charles, Daniel. 1990. "Jô Kondô, ou le passage de la ligne". Revue d’ésthetique 18:225–31.
- Charles, Daniel. 1991. "Jō Kondō e John Cage", translated by Giovanni Morelli. Rivista italiana di musicologia 26, no. 1:95–115.
- Cole, John. 2006. "An Introduction to Jo Kondo's Sen no ongaku Music of 1973 to 1980". Ex tempore 13, no. 1 (Spring-Summer): 70–143.
- Hinz, Klaus-Michael. 1995. "Musik als unendliche Veränderung: der japanische Komponist Jô Kondô". MusikTexte, no. 59:34–38.
- Hinz, Klaus-Michael. 2004. "Stillstehender Sturmlauf: Jô Kondôs Orchesterwerk mit dem Tokyo Metropolitan Orchestra und Morton Feldmans Beckett-Oper 'Neither'"
- Liberatore, John. 2014. "Mutual Relationship: An Aesthetic Analysis of Jo Kondo's 'High Window.'" University of Rochester.
- "Stuttgart". MusikTexte, no. 103:79–80.
- Shono, Susumu. 2001. "Kondo, Jo". The New Grove Dictionary of Music and Musicians, second edition, edited by Stanley Sadie and John Tyrrell. London: Macmillan Publishers.
- Wilson, Peter Niklas. 2000. "Jo Kondo". In Komponisten der Gegenwart: Loseblatt-Lexikon Nachlieferung 19, edited by Hanns-Werner Heister and Walter-Wolfgang Sparrer. Munich: Edition text+kritik.